# Candela Serrat
Candela Serrat Tiffón (Barcelona, España; 14 de noviembre de 1986) es una actriz española conocida por el gran público por su participación en la serie de sobremesa de Televisión Española Seis hermanas.

## Biografía
Nacida en Barcelona en 1986, es la hija menor del cantante Joan Manuel Serrat y de la modelo Candela Tiffón. Tiene una hermana mayor, María Serrat, y un hermano mayor por parte de padre, Manuel Serrat.
Se formó en la escuela teatral LAMDA de Londres y en el Laboratorio William Layton de Madrid.
En 2012 consiguió su primer papel en televisión en la serie de sobremesa de TV3 La Riera, interpretando a Alba Comas. Entre 2015 y 2017 protagonizó la serie diaria Seis hermanas para Televisión Española, donde interpretó a Celia Silva durante 486 capítulos que fueron emitidos. En 2018 volvió al canal autonómico catalán para participar en la TV-movie Cançó per tu, que protagonizó junto a Nao Albet y Félix Herzog.
Serrat ha desarrollado la mayor parte de su trayectoria artística en el teatro trabajando con directores de la talla de Mario Gas, Francisco Vidal y Joan Ollé. 
En 2017 realizó su primer largometraje protagonizando la película Yerma, adaptación de la obra homónima de Federico García Lorca, dirigida por Emilio Ruiz Barrachina.

## Filmografía

### Cine
- Yerma (2017) - Dirección: Emilio Ruiz Barrachina.[8]
- Saben aquell (2023) - Dirección: David Trueba.[8]

### Televisión
| Año         | Serie             | Personaje             | Canal                   | Notas          |
| ----------- | ----------------- | --------------------- | ----------------------- | -------------- |
| 2012 - 2013 | La Riera          | Alba Comas            | TV3                     | +300 episodios |
| 2015 - 2017 | Seis hermanas     | Celia Silva Torrealba | La 1                    | 489 episodios  |
| 2018        | Cançó per a tu    | Laia                  | TV3                     | TV Movie       |
| 2019        | Estoy vivo        | Mónica Conde          | La 1                    | 4 episodios    |
| 2020        | Caronte           | Sonia Vela            | Prime Video / Telecinco | 1 episodio     |
| 2022 - 2023 | Servir y proteger | Julia Riaza           | La 1                    | 82 episodios   |

### Teatro
- Don Juan Tenorio - Dirección: Pepa Gamboa, Dramaturgia y espacio escénico: Triana Lorite (2022) Alcalá de Henares
- Un marido ideal - Dirección: Juan Carlos Pérez de la Fuente, Dramaturgia: Oscar Wilde.[9]
- Humans - Dirección: Mario Gas, Dramaturgia: Stephen Karam (2018-2019).[10]

- Incendios - Dirección: Mario Gas, Dramaturgia: Wajdi Mouawad (2017).[11]

- El loco de los balcones, como Ileana. - Dirección: Gustavo Tambascio, Dramaturgia: Mario Vargas Llosa (2014).[12]
- Doña Rosita la soltera o el lenguaje de las flores - Dirección: Joan Ollé, Dramaturgia: Federico García Lorca (2014).[13]
- Espíritus vivos, personas muertas - Dirección: Sergi Vizcaíno (2013).
- Taxi...Al TNC! - Dirección: Xavier Albertí (2013).[14]
- Frankenstein - Dirección: Juanma Gómez, texto adaptado por Alberto Conejero a partir de la novela Frankenstein o el moderno Prometeo (2012).[15]
- Julio César, como Calpurnia - Dirección: Francisco Vidal, texto adaptado por Fernando Sansegundo (2011-2012).[3]
- La alegría de vivir, como Gilda. - Dirección: Francisco Vidal, texto adaptado por José Ramón Fernández, Dramaturgia: Nöel Coward (2011).[16]

## Premios
- Premio Andalesgai a la visibilidad 2015, junto con su compañera de reparto Luz Valdenebro, por sus papeles en la serie Seis Hermanas.[17]
- Premio Augurio Sita Murt 2018 en el Zoom Festival de Igualdada, en la categoría de jóvenes talentos en el mundo audiovisual.[18]

## Vida privada
Es hija del cantautor Joan Manuel Serrat y de la modelo Candela Tiffón.
Desde 2015 mantiene una relación con el actor Daniel Muriel, con el que coincidió en la serie Seis hermanas. La pareja anunció su compromiso matrimonial en sus redes sociales a finales de 2018, y se casaron el fin de semana de 6 y 7 de junio de 2019 en Menorca. Su hija Mérida nació el 4 de julio de 2020.
En febrero de 2024 anuncia que espera su segundo hijo 